# Collybus drachme
 Collybus drachme és una espècie de peix de la família dels bràmids i de l'ordre dels cipriniformes que es troba a l'oest de l'Atlàntic central (Cuba), al Mar de la Xina Meridional i a les Hawaii.